# Actinernidae
Famille
Les Actinernidae sont une famille d'anémones de mer de l'ordre des Actiniaria.

## Liste des genres
Selon World Register of Marine Species (12 mars 2017) :
- genre Actinernus Verrill, 1879
- genre Isactinernus Carlgren, 1918
- genre Synactinernus Carlgren, 1918
- genre Synhalcurias Carlgren, 1914